# Éditions Z'ailées
 (mai 2017).
Si vous disposez d'ouvrages ou d'articles de référence ou si vous connaissez des sites web de qualité traitant du thème abordé ici, merci de compléter l'article en donnant les références utiles à sa vérifiabilité et en les liant à la section « Notes et références ».
Les Éditions Z'ailées est une maison d'édition située à Ville-Marie en Abitibi-Témiscamingue se spécialisant dans la littérature pour la jeunesse. Les livres que cette maison d'édition québécoise publie visent les lecteurs de 4 à 17 ans.

## Histoire
Les Éditions Z'ailées ont été fondées en 2006 par Karen Lachapelle. D'abord mise sur pied dans l'initiative de faire connaître les auteurs de l'Abitibi-Témiscamingue, la maison publie également des titres d'auteurs issus du Québec et du Canada. En 2007, la maison d'édition reçoit son agrément. En 2009, le programme est resserré et les Z'ailées publient des ouvrages de littérature jeunesse.

## Auteurs et illustrateurs

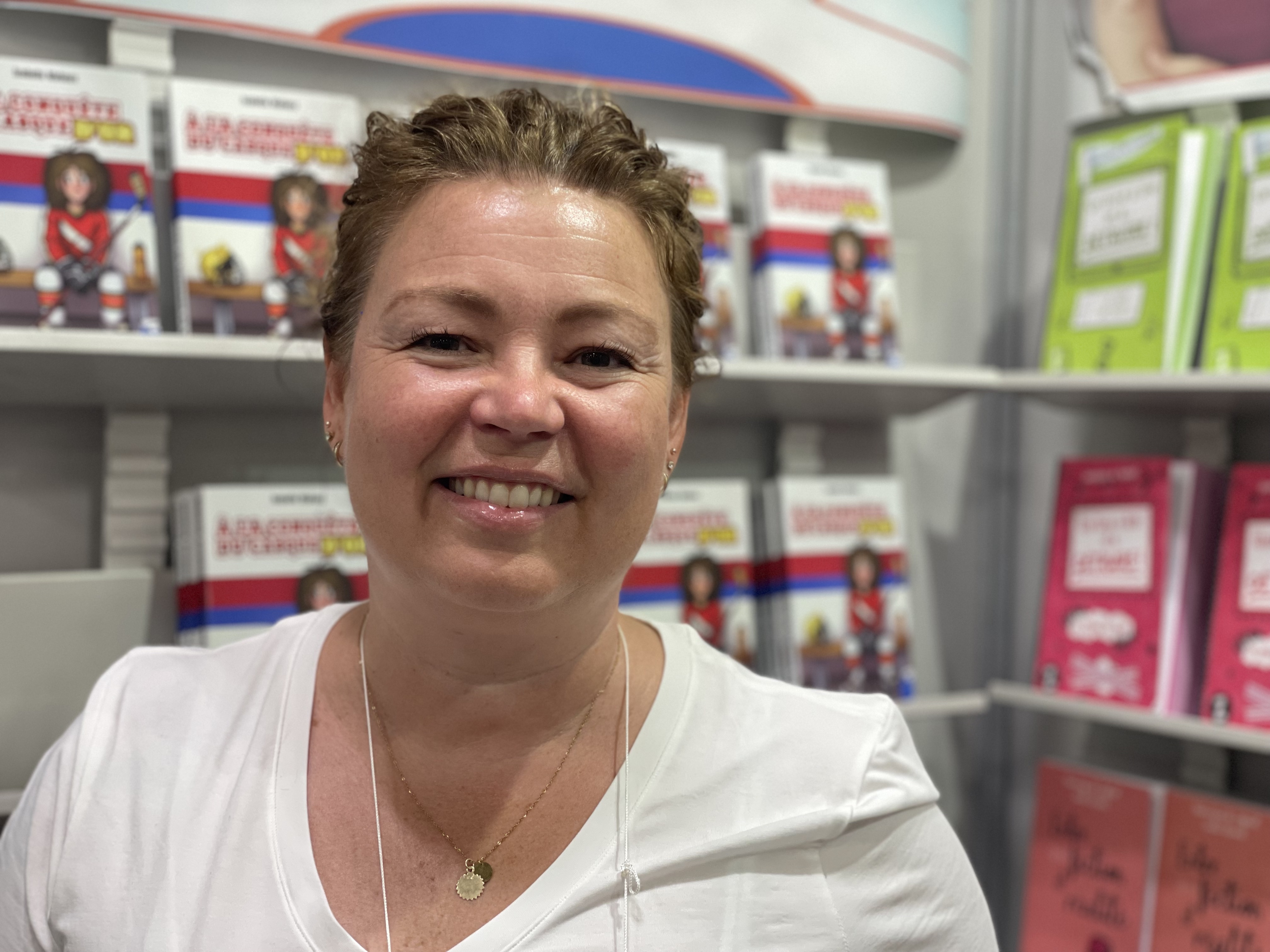
Isabelle Maheux, une des autrices des Éditions Z'ailées.

| - Marilou Addison, autrice - Nadia Bellehumeur, autrice - Caroline Boucher, autrice - Catherine Boulanger, autrice - Danielle Boulianne, autrice - Geneviève Cadieux, autrice - Julie Capitaine, illustratrice - Jessie Chrétien, autrice et illustratrice - Manon Corriveau Côté, autrice - Dominique De Loppinot, autrice - Yvan DeMuy, auteur - Guillaume Demers, auteur - Nadine Descheneaux, autrice - Andréanne Dubois, autrice - Mathieu Fortin, auteur - Sylvie Gagnon, illustratrice - Christine Girard, autrice - Keven Girard, auteur - France Gosselin, autrice - Isabelle Grenier, autrice - Mélanie Grenier, autrice - Luc Gélinas, auteur - Jean-Marc Hamel, auteur et illustrateur - Pierre Labrie, auteur - Amy Lachapelle, autrice | - Mélissa Lafrenière, autrice - Pascal Lafrenière, auteur - Fernande Lamy, autrice - Michel Laprise, auteur - Patrick Larose, auteur - Isabelle Larouche, autrice - Isabelle Lauzon, autrice - Nicole Lebel, autrice - Lulune, illustratrice - Isabelle Maheux, autrice - Makina, autrice - Danielle Malenfant, autrice - Marie-Pier Meunier, autrice - Jocelyne Ouellette, autrice et illustratrice - Richard Petit, auteur - Cathy Pomerleau, autrice - Elizabeth Pouliot, autrice - Éric Péladeau, auteur et illustrateur - Jonathan Reynolds, auteur - Rig, illustrateur - Émilie Rivard, autrice - Julie Royer, autrice - Marie-Sol St-Onge, illustratrice - Marc Trudel, auteur - Sophie-Anne Vachon, autrice et illustratrice |